# Nefelómetro

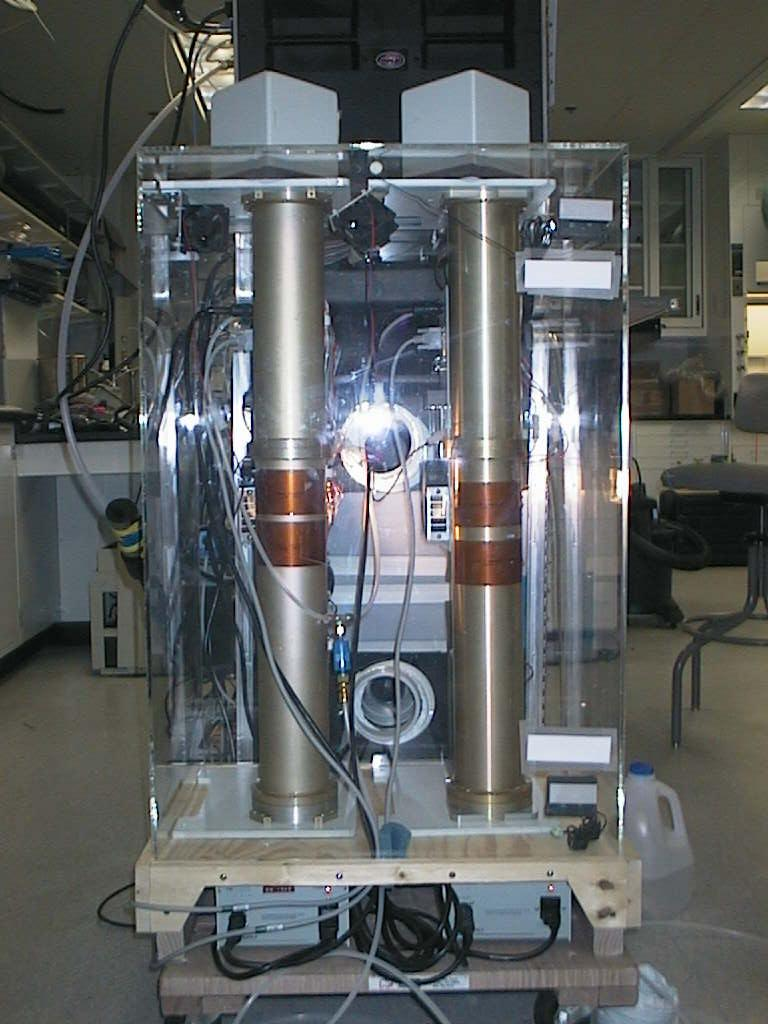
Un nefelómetro en Kosan, isla Cheju, Corea del Sur.

Un nefelómetro (del griego νεφέλη, nube, y μέτρον, medida) es un instrumento para medir partículas suspendidas en un líquido o en un gas, para lo que utiliza una fotocelda colocada en un ángulo de 90° respecto a una fuente luminosa. La densidad de partículas  o contenido de partículas por unidad de volumen, está relacionada con la intensidad de luz dispersada por las partículas en suspensión hacia la fotocelda. La cantidad de luz que dispersa una determinada densidad de partículas depende de las propiedades de las partículas, tales como su forma, tamaño, color y reflectividad. El calibrado del aparato con muestras patrón permite establecer una correlación de trabajo entre turbidez y sólidos suspendidos (que es una medida más útil, pero generalmente más difícil de cuantificar).
A los nefelómetros usados en las pruebas de calidad del agua, comúnmente se les llama turbidímetros. Sin embargo, puede haber diferencias entre los modelos de turbidímetros, dependiendo de la configuración geométrica de la fuente luminosa con respecto a la fotocelda. Un turbidímetro nefelométrico siempre detecta la luz dispersada por las partículas y no la atenuación debida a la turbidez.
La unidad de turbidez para un nefelómetro calibrado se llama Unidad de Turbidez Nefelométrica, UTN o NTU.